# Jakob Friedrich Rhode
Jakob Friedrich Rhode - pruski dyplomata z XVIII wieku. 
W 1771 roku jako poseł pruski w Wiedniu zapytał cesarzową Austrii czy zamierza ona walczyć z Rosją, ponieważ w takim przypadku Królestwo Prus musiałoby wesprzeć swego rosyjskiego sojusznika. Maria Teresa Habsburg stanowczo stwierdziła, że pragnie pokoju z Rosją, co bardzo uspokoiło Fryderyka wielkiego obawiającego się kolejnego starcia z Austriakami.